# Drepanulatrix
Drepanulatrix is een geslacht van vlinders van de familie spanners (Geometridae), uit de onderfamilie Ennominae.

## Soorten
- D. baueraria Sperry, 1948
- D. bifilata Hulst, 1880
- D. carnearia Hulst, 1888
- D. columbaria McDunnough, 1939
- D. ella Hulst, 1896
- D. faeminaria Guenée, 1858
- D. falcataria (Packard, 1876)
- D. hulstii Dyar, 1901
- D. ida Hulst, 1896
- D. litaria Hulst, 1887
- D. lutearia Barnes & McDunnough, 1916
- D. monicaria Guenée, 1858
- D. nevadaria Hulst, 1888
- D. pulveraria Hulst, 1898
- D. quadraria (Grote, 1882)
- D. secundaria Barnes & McDunnough, 1916
- D. unicalcarata Guenée, 1858
- D. verdiaria Grossbeck, 1912